# Knínice (Žlutice)
Knínice (németül: Knönitz) Žlutice településrésze Csehországban a Karlovy Vary-i kerület Karlovy Vary-i járásában. Központi településétől 4,5 km-re északnyugatra fekszik. A 2001-es népszámlálási adatok szerint 10 lakóháza és 9 lakosa van.

## Népesség
| Lakosok száma | 110  | 100  | 92   | 106  | 89   | 34   | 28   | 15   | 9    | 10   |
|               | 1869 | 1890 | 1900 | 1921 | 1930 | 1961 | 1970 | 1991 | 2001 | 2021 |